# 劳伦斯·史蒂文斯
劳伦斯·史蒂文斯（英語：Lawrence Stevens，1913年2月25日—1989年8月17日），生于约翰内斯堡，南非男子拳击运动员。他曾代表南非参加1932年夏季奥林匹克运动会拳击比赛，获得男子135磅级金牌。